# Îndiguire
O îndiguire reprezintă un complex de lucrări hidrotehnice constând în general din diguri și alte lucrări anexă având de obicei scopul de a proteja anumite zone împotriva inundațiilor. Îndiguirile cuprind și lucrările de punere în valoare a terenurilor apărate precum și lucrările necesare pentru eliminarea efectelor negative pe care le pot avea digurile prin întreruperea scurgerii naturale a apei de pe versanți în spre cursurile de apă. 